# پیلکارپوس
پیلکارپوس (نام علمی: Pilocarpus) نام یک سرده از تیره سدابیان است.